# Jules Carlier (Belgisch politicus)
Jules Félix Joseph Carlier (Bergen, 17 augustus 1851 - Brussel, 18 juli 1930) was een Belgisch industrieel, bestuurder en politicus voor de Liberale Partij.

## Levensloop
Jules Carlier was de zoon van advocaat en volksvertegenwoordiger Charles Carlier en van Félicie Isaac. Hij trouwde met Marie-Wilhelmine Pétronne. Het gezin bleef kinderloos. Zij overleed rond 1905.
Hij begon zijn loopbaan als journalist en studax. Later was hij als bestuurder of voorzitter bij heel wat industriële ondernemingen. Zo was hij secretaris (1881) en voorzitter (1888) bij de 'S.A. La Métallurgique' te Brussel, bestuurder (1905) en ondervoorzitter (1925) bij S.A. John Cockerill, bestuurder (1905) en voorzitter (1915) bij de Charbonnages du Bois-du-Luc. Voorts was hij nog actief bij de 'Charbonnages Liégeois en Campine' (1926) en de 'Usines métallurgique du Hainaut' (1926).
Hij werd in 1886 verkozen tot liberaal volksvertegenwoordiger voor het arrondissement Bergen en oefende dit mandaat uit tot in 1892. Hij interesseerde zich onder meer voor het spaarwezen en voor de rol van de overheid in de spoorwegen.
Tijdens de Eerste Wereldoorlog was hij een van de oprichters en vicevoorzitter van het clandestiene Comité voor de heropleving van industrie en handel, dat de grote lijnen uitstippelde van een programma van herstel en van organisatie van de verwoeste industriële sectoren. Na de oorlog bekleedde hij tal van hoge functies binnen de patronale organisaties. Zo was hij onder meer secretaris-generaal (1906-1917) en voorzitter (1917-1930) van het Comité Central du Travail Industriel (CCTI) en diens opvolger het Centraal Nijverheidscomité (CNC). Daarnaast was hij ondervoorzitter (1898-1926) en voorzitter (1927-1930) van de Hoge Raad voor Industrie en Handel, medestichter (1919) en ondervoorzitter van het Internationaal Arbeidsbureau in Genève en voorzitter van de Internationale organisatie van werkgevers in de industrie (1919). Ook was hij voorzitter van de werkgeversgroep op de Internationale Arbeidsconferenties in Genève (1920-1928).
Verder was hij ook nog:
- stichtend voorzitter van de Belgische vereniging voor Standaardisatie, dat leidde tot de oprichting van het Bureau voor Normalisatie;
- lid van de Adviesraad voor Tarieven;
- lid van de Hoge Raad van het Vervoer;
- lid van de Permanente Raad van het Nationaal koloniaal Congres;
- lid van het bestuur van het Delcredere;
- mede-oprichter en bestuurder van de Nationale Maatschappij voor krediet aan de nijverheid (1919-1930).

Hij was ook, als bestuurder, betrokken bij Belgische vennootschappen die activiteiten ontplooiden in het buitenland:
- Société d'étude de chemin de fer en Chine (1913);
- Tramways de Tachkent (1913, voorzitter);
- Exploitation des Charbonnages du Centre de Donetz (1913);
- Travaux Publics du Caire (1913);
- Zuid-Nederlandse Stoomtramweg (1913).

De regering deed vaak op hem beroep als het om de representatie ging van België op internationale tentoonstellingen. Zo was hij:
- commissaris voor de Belgische deelname aan de Wereldexpo in Parijs (1889);
- commissaris-generaal voor de Belgische deelname aan de Wereldexpo in Saint-Louis (1903);
- lid van het Comité voor de Jaarbeurzen in Brussel (1921-1930);
- lid van de Adviesraad voor tentoonstellingen en beurzen in het buitenland.

Carlier had ook bredere maatschappelijke interesses. Zo was hij:
- stichtend voorzitter van Oeuvre royale du Grand Air pour les Petits (1896-1930);
- Lid van de Koninklijke Commissie voor Monumenten en Landschappen;
- Stichtend voorzitter van de Société nationale pour la protection des sites et des monuments;
- Stichtend voorzitter van Les amis de la Commission royale des monuments et des sites.

Hij was ook mecenas bij heel wat restauraties, voornamelijk in zijn geboortestad.

## Publicaties
- De l'éducation politique en Belgique
- Le Parlement britannique
- Le Parlement belge et la procédure parlementaire
- Georges Stephenson
- Nos moyens de communication
- Richard Cobden
- Les sept merveilles du monde.
- Rapport parlementaire sur le projet de loi concernant les péages sur les Chemins de fer de l'État et les Chemins de fer concédés, Brussel, 1890.
- Proposition de loi complétant l'article 23 de la loi sur la Caisse générale d'épargne et de retraite, Brussel, 1895
- La mort du Roi, in: Bulletin du Comité central industriel 15 december 1909.
- Discours prononcé à la Conférence internationale du Travail à Washington, Brussel, 1919.
- Discours prononcé lors de la célébration du XXVe anniversaire du Comité central industriel, Brussel, 1923.
- Discours prononcé à l'occasion de l'inauguration du palais du Bureau international du Travail, Genève, 1923 ».
- L'essor international de la Belgique de 1830 à 1930, in: Conférence à la Société belge des Ingénieurs et des Industriels le 29 janvier 1930.